# Evangelický kostel Vykoupení (Paříž)
Evangelický kostel Vykoupení (fr. Église évangélique de la Rédemption) je farní kostel v Paříži, který slouží francouzské evangelické luteránské církvi. Nachází se v 9. obvodu v ulici Rue Chauchat č. 19.

## Dějiny
Budovu vystavěl v letech 1821–1825 architekt Adrien-Louis Lusson jako tržnici na potraviny. V roce 1841 byl architekt François Christian Gau pověřen přestavět halu na kostel pro německou luteránskou církev. K původní stavbě byl připojen malý portikus se dvěma dórskými sloupy. Stavba byla dokončena roku 1843.